# Barbus tauricus
Barbus tauricus és una espècie de peix cipriniforme de la família dels ciprínids.

## Morfologia
Els mascles poden assolir els 70 cm de longitud total.

## Distribució geogràfica
Es troba als rius de Crimea, Bulgària i Turquia.